# تشارلز إدوارد آدامز
تشارلز إدوارد آدامز (بالإنجليزية: Charles Edward Adams)‏ هو سياسي أمريكي، ولد في 1 أكتوبر 1867 في الولايات المتحدة، وتوفي بنفس المكان في 6 أكتوبر 1936. حزبياً، نشط في الحزب الجمهوري. انتخب عضو مجلس ولاية مينيسوتا.